# Balaka
Balaka   este un oraș  în  Malawi. Este reședința  districtului  Balaka.